# Graben-Neudorf
Graben-Neudorf ist eine Gemeinde im Landkreis Karlsruhe in Baden-Württemberg.

## Geographie

### Geographische Lage
Graben-Neudorf ist eine Gemeinde im baden-württembergischen Landkreis Karlsruhe zwischen Mannheim und Karlsruhe sowie zwischen Bruchsal und Germersheim. Die Entfernung nach Karlsruhe beträgt rund 20 Kilometer, nach Mannheim rund 45 Kilometer, nach Bruchsal rund 11 Kilometer und nach Germersheim rund 17 Kilometer.

### Gemeindegliederung
Die Gemeinde Graben-Neudorf besteht aus den früher selbstständigen Gemeinden Graben und Neudorf. Zur ehemaligen Gemeinde Graben gehört das Dorf Graben. Zur ehemaligen Gemeinde Neudorf gehören das Dorf Neudorf und die Häuser Bahnstation Graben-Neudorf und Johannisgrund. Im Gebiet der ehemaligen Gemeinde Graben sowie teilweise auch im Gemeindeteil Spöck der Stadt Stutensee liegt die Wüstung Hainhof.
Ehemalige Gemeindewappen der heutigen Ortsteile

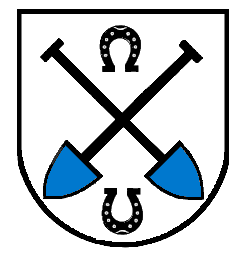
Graben
Neudorf

## Geschichte
Über die Gründung und Frühgeschichte des Ortsteils Graben ist praktisch nichts bekannt. Die Römerstraße, die in nord-südlicher Richtung durch die Gemarkung Grabens verlief, ist teilweise noch heute sichtbar; sie führte von Kehl über Mühlburg, Heidelberg nach Neuenheim. Diese Straße sowie Funde römischer Münzen lassen darauf schließen, dass sich in Graben ein befestigtes Römerlager befand. Das Haufendorf Graben wurde vermutlich zwischen dem 5. und dem 7. Jahrhundert gegründet.
Erstmals urkundlich erwähnt wurde Graben im Jahre 1306.
Im 14. und 15. Jahrhundert war Graben bereits Amtssitz, Marktflecken („Graben der Markt“) und Sitz eines Landkapitels (Dekanat). Der Dreißigjährige Krieg brachte Graben viel Not und Elend: Zählte der Ort 1622 noch 145 Bürger, so waren 1648 nur noch 42 ansässig.
Im Pfälzischen Erbfolgekrieg, der 1688 ausbrach, zerstörten die Franzosen Schloss und Dorf Graben, so dass nur die Kirche, das Rathaus und einige Gebäude übrig blieben. Die Einwohner Grabens lebten nun in den Wäldern und in den Nachbarorten. Der Ort erholte sich erst wieder in der Mitte des 18. Jahrhunderts.
Der Ort Neudorf entstand durch Zusammenwachsen zweier Rodungssiedlungen. Erstmals erwähnt wird dieses „Neue Dorf“ 1497 als Nuwdorff. Damit ist Neudorf – darauf weist nicht nur diese späte Erstnennung, sondern auch die kleine Gemarkung, kleine Allmende und fehlender Gemeindewald hin – der jüngste Ort der näheren Umgebung, zugleich aber auch einer der kleinsten und ärmsten.
Politisch gehörte Neudorf zum Hochstift Speyer, während Graben seit 1312 nicht mehr dazu gehörte; kirchlich dagegen war es Graben zugeordnet.
Im 17. Jahrhundert soll der Ort Neudorf „einige Male in Schutt und Asche gelegt“ worden sein, außerdem wurde er wiederholt vom Hungertyphus und der Pest heimgesucht, so dass 1683 nur noch acht Familien Neudorf bewohnten.
An dem allgemeinen Aufschwung, den das rechtsrheinische Gebiet des Hochstifts Speyer in der ersten Hälfte des 18. Jahrhunderts erlebte, nahm auch Neudorf teil, was sich an dem relativ großen Bevölkerungszuwachs dieser Jahre ablesen lässt (1719/20: 48 Familien; 1742/43: 70 Familien).
Zusammen mit dem rechtsrheinischen Teil des Hochstifts Speyer fiel Neudorf am 1. Dezember 1802 dem Markgrafen Karl Friedrich von Baden zu. Ein besonderes Kennzeichen der ersten badischen Zeit ist die verhältnismäßig starke Zunahme der Bevölkerung: Zählte der Ort 1813 noch 537 Einwohner, so waren es 1852 bereits 1136 Einwohner. Aber die Einwohner, die von Feld-, Wiesenbau und Viehzucht lebten und deren Hauptnahrungsquelle der Torfstich war, blieben „mehr arm als reich“, so dass sich in den 1850er und 1860er Jahren viele Familien genötigt sahen auszuwandern. Eine stetige Aufwärtsentwicklung setzte erst im letzten Viertel des Jahrhunderts ein.
Während des Zweiten Weltkriegs wurden Graben und Neudorf häufig Angriffsziel von Bombereinsätzen. Der Bahnhof war das Hauptangriffsziel, da der Verkehrsknotenpunkt zerstört werden sollte.
Am 1. Januar 1972 vereinigten sich die beiden Gemeinden Neudorf und Graben zur Gemeinde Graben-Neudorf. Mit der Vereinigung kam Neudorf vom Landkreis Bruchsal zum Landkreis Karlsruhe.

## Anekdote: Der Waldhut
Mitte des 18. Jahrhunderts lud der Markgraf von Baden die Bürgermeister der Orte der Markgrafschaft Baden zu einem Festessen ein. Der angebotene Wein machte die Bürgermeister betrunken, und alle unterschrieben, ohne zu wissen, was sie taten, einen Vertrag, durch den sie dem Markgrafen ihre Wälder übereigneten. Nur der Bürgermeister von Graben ahnte, worein das Essen münden würde, und verschwand. Dabei ließ er seinen Hut hängen, um den anderen vorzuhalten, er sei noch anwesend. Deswegen bekommt seither jeder neue Bürgermeister einen Hut, den sogenannten Waldhut, geschenkt.

## Religionen
Die Zugehörigkeit der beiden kirchlich zusammengehörenden Orte zu zwei verschiedenen weltlichen Herrschaftsgebieten war für die weitere Entwicklung von großer Bedeutung. Im Jahr 1556 führte Markgraf Karl II. von Baden-Durlach in seinem Herrschaftsgebiet die Reformation ein, und somit mussten auch die Einwohner von Graben zum Protestantismus übertreten, wogegen die Einwohner von Neudorf als weltliche Untertanen des Bischofs von Speyer weiterhin katholisch blieben.
Folgende offizielle Religionsgemeinschaften sind in Graben-Neudorf ansässig:
- Evangelische Kirchengemeinde Graben-Neudorf
- Evangelischer Verein für innere Mission A.B.
- Katholische Pfarrgemeinden St. Nikolaus Graben und St. Wendelinus Neudorf
- Neuapostolische Kirche Graben-Neudorf

## Politik

### Gemeinderat
Der Gemeinderat hat 18 ehrenamtliche Mitglieder, die für fünf Jahre gewählt werden. Hinzu kommt der Bürgermeister als stimmberechtigter Gemeinderatsvorsitzender.
Die Kommunalwahl 2024 führte zu folgendem Ergebnis (in Klammern: Unterschied zu 2019):
| Gemeinderat 2024               | Gemeinderat 2024 | Gemeinderat 2024 | Gemeinderat 2024 | Gemeinderat 2024 |
| Partei / Liste                 | Stimmenanteil    | Sitze            |                  |                  |
| ------------------------------ | ---------------- | ---------------- | ---------------- | ---------------- |
| CDU                            | 46,1 % (−2,8)    | 9 (±0)           |                  |                  |
| SPD                            | 24,4 % (−5,1)    | 4 (−1)           |                  |                  |
| Grüne                          | 12,7 % (−8,9)    | 2 (−2)           |                  |                  |
| Unabhängige Liste              | 16,8 % (n. a.)   | 3 (n. a.)        |                  |                  |
| Wahlbeteiligung: 64,3 % (+5,2) |                  |                  |                  |                  |

### Bürgermeister
Der Bürgermeister wird für jeweils acht Jahre direkt gewählt. Seit dem 1. August 2016 amtiert Christian Eheim (SPD). Bei der Bürgermeisterwahl am 10. Juli 2016 erhielt er 57,1 Prozent der Stimmen. Am 9. Juni 2024 wurde er mit 82,1 Prozent der Stimmen für eine zweite Amtszeit wiedergewählt.
Frühere Amtsinhaber:
- Alois Köhler (CDU), 1972, Amtsverweser, Ehrenbürger, verstorben 2012
- Werner Juchler (SPD), 1972–2003, Ehrenbürger, verstorben 2023[8]
- Hans Reinwald (CDU), 2003–2016, anschließend Oberbürgermeister in Leimen[9]

### Wappen
Blasonierung: „In Blau zwei gekreuzte silberne Schaufeln mit schwarzem Stiel, ein silbernes Tatzenkreuz aufgelegt.“

### Gemeindepartnerschaften
Im Jahr 1980 haben sich die Stadt Usk in Wales und Graben-Neudorf gegenseitig verpflichtet, freundschaftliche Beziehungen nach Kräften zu fördern und damit einen Beitrag zur Verständigung der Völker, zur Einigung Europas und zum Frieden in der Welt zu leisten.
Es besteht zudem eine Partnerschaft mit Wilsdruff.

## Wirtschaft und Infrastruktur

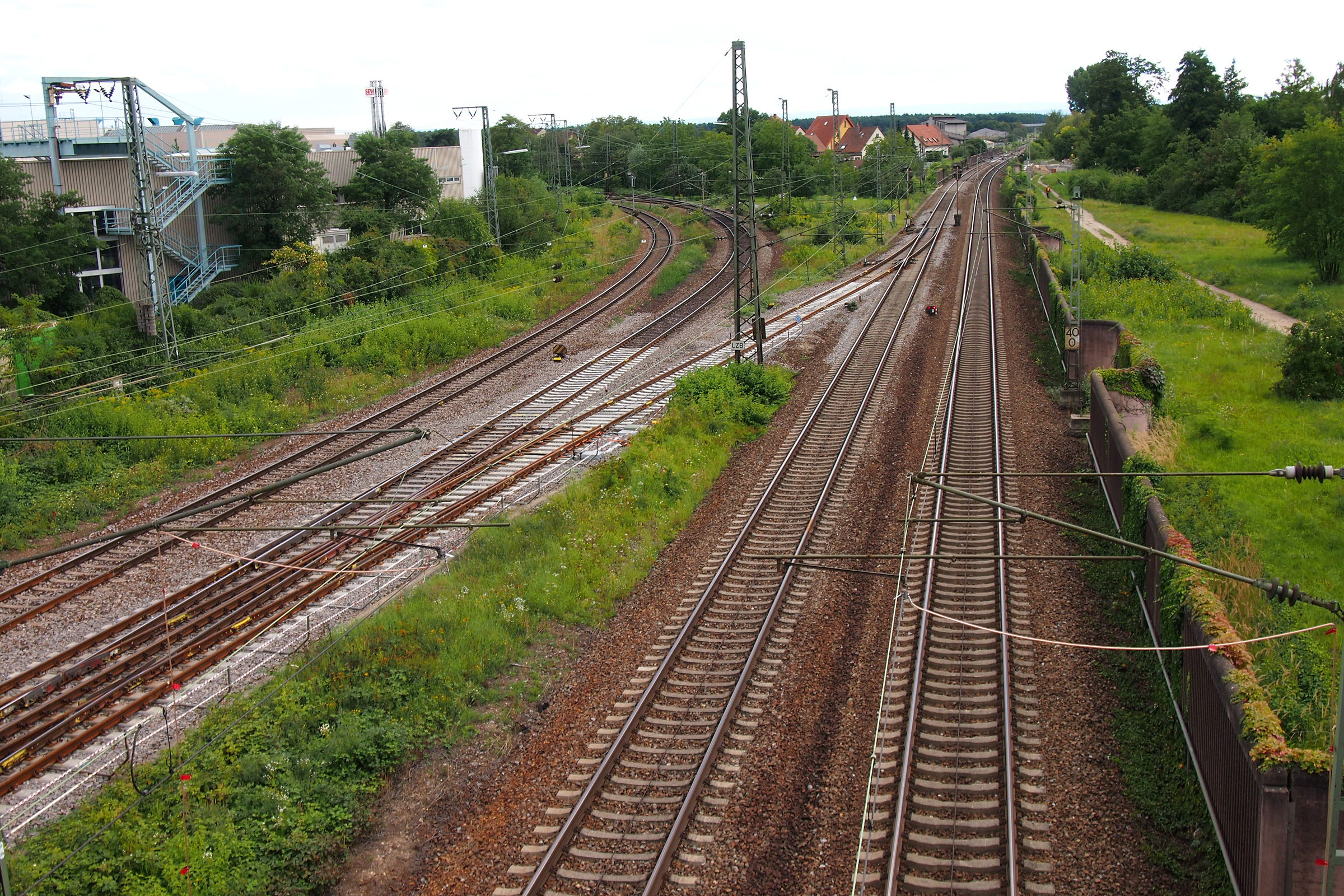
Bruhrainbahn (links) und Rheintalbahn (rechts) in Graben-Neudorf.

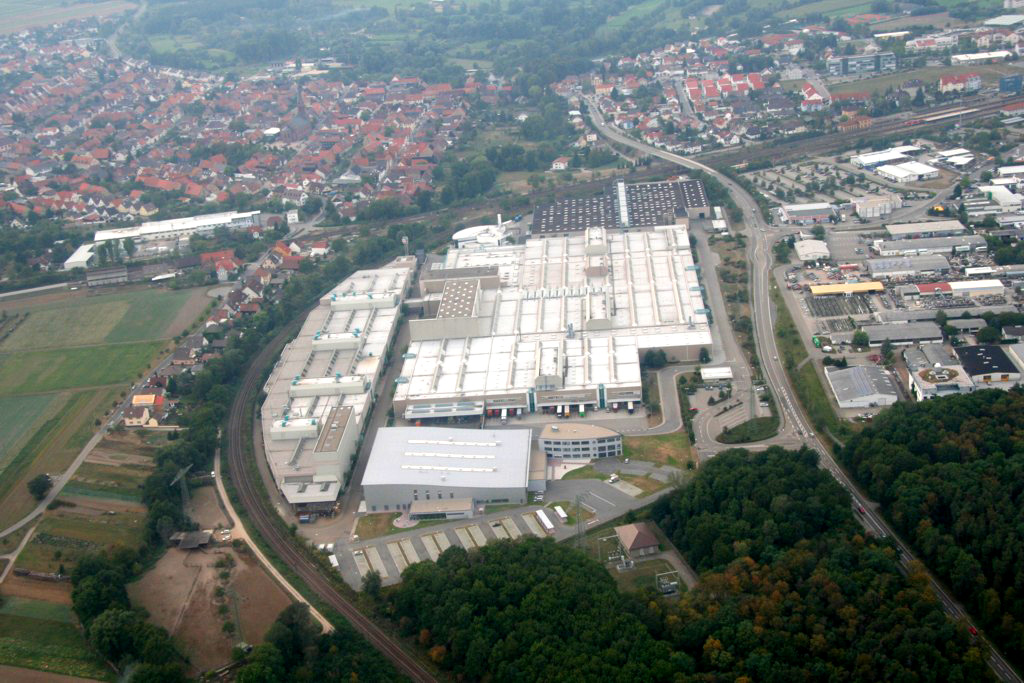
SEW-Werk Graben

### Verkehr
Graben-Neudorf ist ein regionaler Verkehrsknotenpunkt.
Im Bahnhof Graben-Neudorf kreuzen sich die Bahnstrecke Mannheim–Rastatt und die Bruhrainbahn (Bruchsal–Germersheim). Durch die Gemarkung verlaufen auch die Bundesstraßen 35 (Germersheim–Illingen) und 36 (Mannheim–Rastatt). Die B 35 verläuft seit 1977 als Umgehung an Neudorf vorbei. Eine Ortsumgehung der B 36, die auf gut drei Kilometern auf die bereits bestehende Trasse der B 35 gelegt wurde, wurde am 26. Mai 2006 dem Verkehr übergeben.
Durch eine Alltagsroute aus dem Radnetz Baden-Württemberg sind Graben und Neudorf über Linkenheim-Hochstetten und Eggenstein-Leopoldshafen mit Karlsruhe verbunden und in der anderen Richtung über Waghäusel (über dessen Stadtteile Wiesental und Waghäusel) mit Hockenheim und Schwetzingen.

### Ortsansässige Unternehmen
Größter Arbeitgeber in der Gemeinde ist Antriebstechnik-Hersteller SEW-Eurodrive mit Hauptsitz im nahegelegenen Bruchsal. Dieses Unternehmen besitzt im Ortsteil Graben ein Werk mit insgesamt ca. 1500 Beschäftigten.
Seit der Gründung im Jahr 1904 sind die Geholit-Werke im Ortsteil Graben ansässig. Diese fusionierten 1975 mit der Firma Heinrich Wiemer zur GEHOLIT+WIEMER Lack- und Kunststoff-Chemie GmbH.

### Bildung
Mit der Pestalozzi-Gemeinschaftsschule, der Adolf-Kußmaul-Grundschule und der Erich-Kästner-Grundschule gibt es insgesamt drei Schulen in Graben-Neudorf. Außerdem gibt es fünf Kindergärten, von denen zwei durch die evangelische Kirche, zwei durch die römisch-katholische Kirche und einer durch die Gemeinde betrieben wird.
Die Volkshochschule in Graben-Neudorf ist eine öffentliche Einrichtung der Weiterbildung. Sie steht als Außenstelle unter der Rechtsträgerschaft des gemeinnützigen Vereins Volkshochschule im Landkreis Karlsruhe. Nach ihrem satzungsgemäßen Auftrag widmet sie sich neben der Erwachsenenbildung auch den Aufgaben der Jugendbildung.

### Öffentliche Einrichtungen
Graben-Neudorf unterhält ein Freibad und eine Mehrzweckhalle. Der historische Friedhof im Ortsteil Graben wurde zu einem Park umgewandelt. Hierfür wurde das Kriegsopferdenkmal vom langjährigen Standplatz vor der Kirche in diesen Park umgesetzt.

## Kultur und Sehenswürdigkeiten

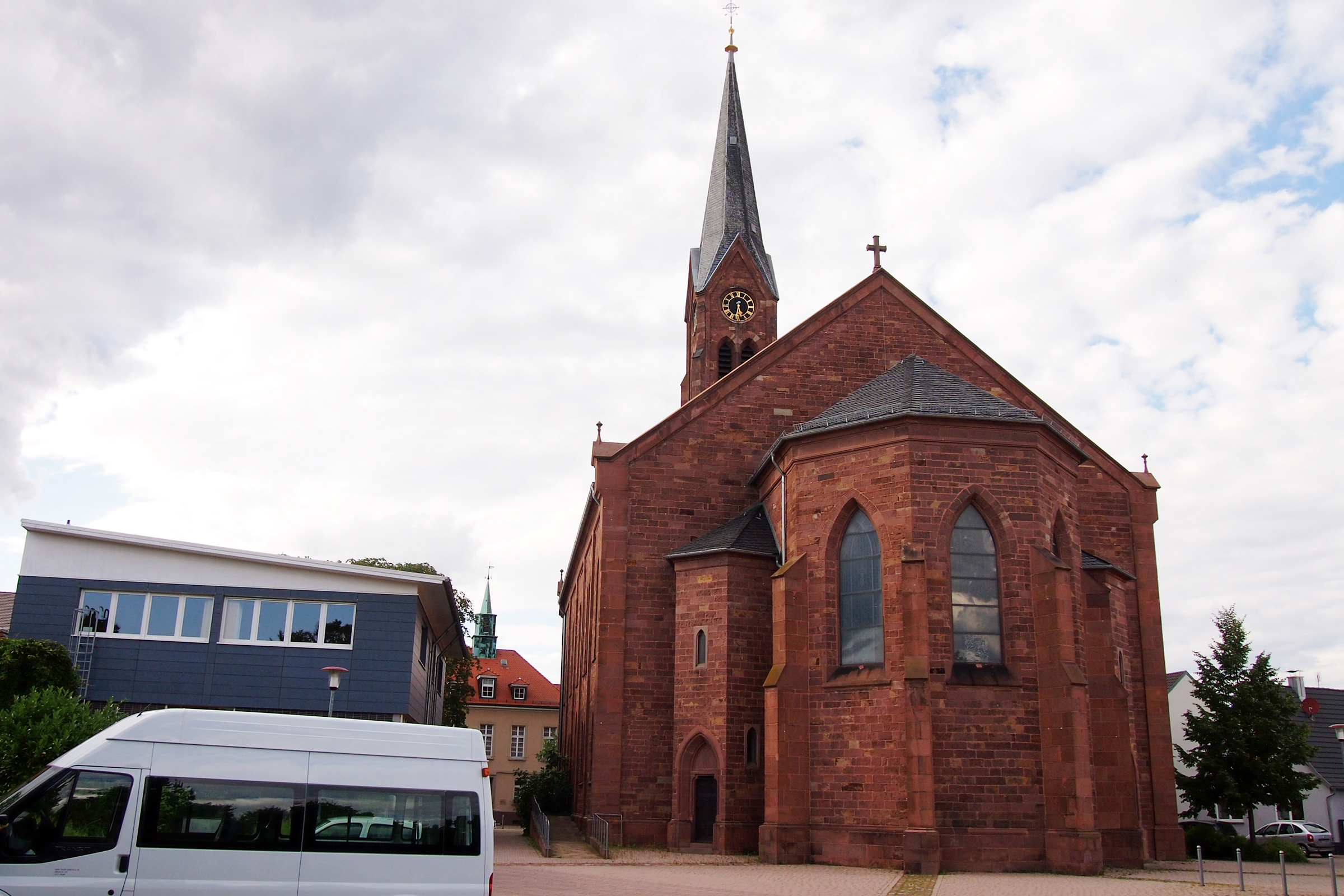
Evangelische Kirche im Ortsteil Graben, Rückansicht

Graben-Neudorf liegt an der Badischen Spargelstraße, die an vielen Sehenswürdigkeiten vorbeiführt.
Im Ortsteil Graben stehen im Ortskern (im Nahbereich der denkmalgeschützten Kirche) einige denkmalgeschützte Häuser zum Teil aus dem 18. Jahrhundert.

## Persönlichkeiten

### Söhne und Töchter der Gemeinde
- Adolf Kußmaul (1822–1902), bedeutender Arzt und medizinischer Forscher, ist im Ortsteil Graben geboren. Eine Gedenktafel erinnert an sein Wirken, das Geburtshaus an der Stelle der heutigen Raiffeisenbank im Ortsteil Graben ist allerdings abgerissen.
- Hermann Blau (1871–1944), Ingenieur
- Karl Süß (1900–1969), Politiker (FDP/DVP)
- Klaus Ferentschik (* 1957), Schriftsteller
- Klaus Bernhard Gablenz (* 1967), Fachjournalist der Wirtschafts- und Bauwissenschaften.
- Michael Ehrich (* 1959), Geistlicher

### Mit Graben-Neudorf verbunden
- Jannik Arbogast (* 1992), Leichtathlet, wuchs in Graben-Neudorf auf.
- Aloys Henhöfer (1789–1862) war hier vom 1. Juli 1823 bis zum 15. März 1827 als Pfarrer tätig.
- Jochen Metzger (* 1969), Journalist, wuchs in Graben-Neudorf auf.